# Jean Baptiste Perrin
Jean-Baptiste Perrin (n. 30 septembrie 1870, Lille, Franța – d. 17 aprilie 1942, New York City, New York, SUA) a fost un fizician francez laureat al Premiului Nobel pentru Fizică în anul 1926.
În 1895 a demonstrat că radiațiile catodice sunt alcătuite din particule cu sarcină negativă, care ulterior vor fi denumite electroni.

## Viața

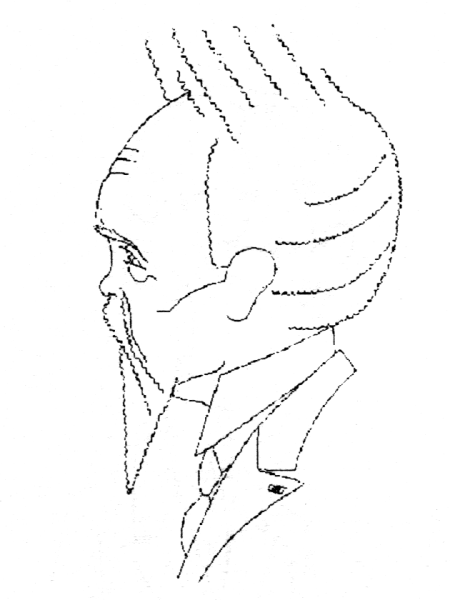
Jean Perrin (circa 1930)
Desen de Gheorghe Manu

Jean Perrin a studiat la prestigioasa École Normale Supérieure (Școala Normală Superioară) din Paris. După terminare, în 1894, a lucrat acolo ca asistent în domeniul cercetării unde și-a luat doctoratul în 1897. Între 1910 și 1940, studiază ca profesor la Sorbona în Paris. I se decerne în 1926 Premiul Nobel pentru Fizică  "pentru munca sa privind structura discontinuă a materiei și în special pentru descoperirea echilibrului sedimentar". Fiul său Francis Perrin  fizician, specialist în fuziune nucleară a condus din 1951 până în 1970 Commissariat à l'Énergie Atomique.

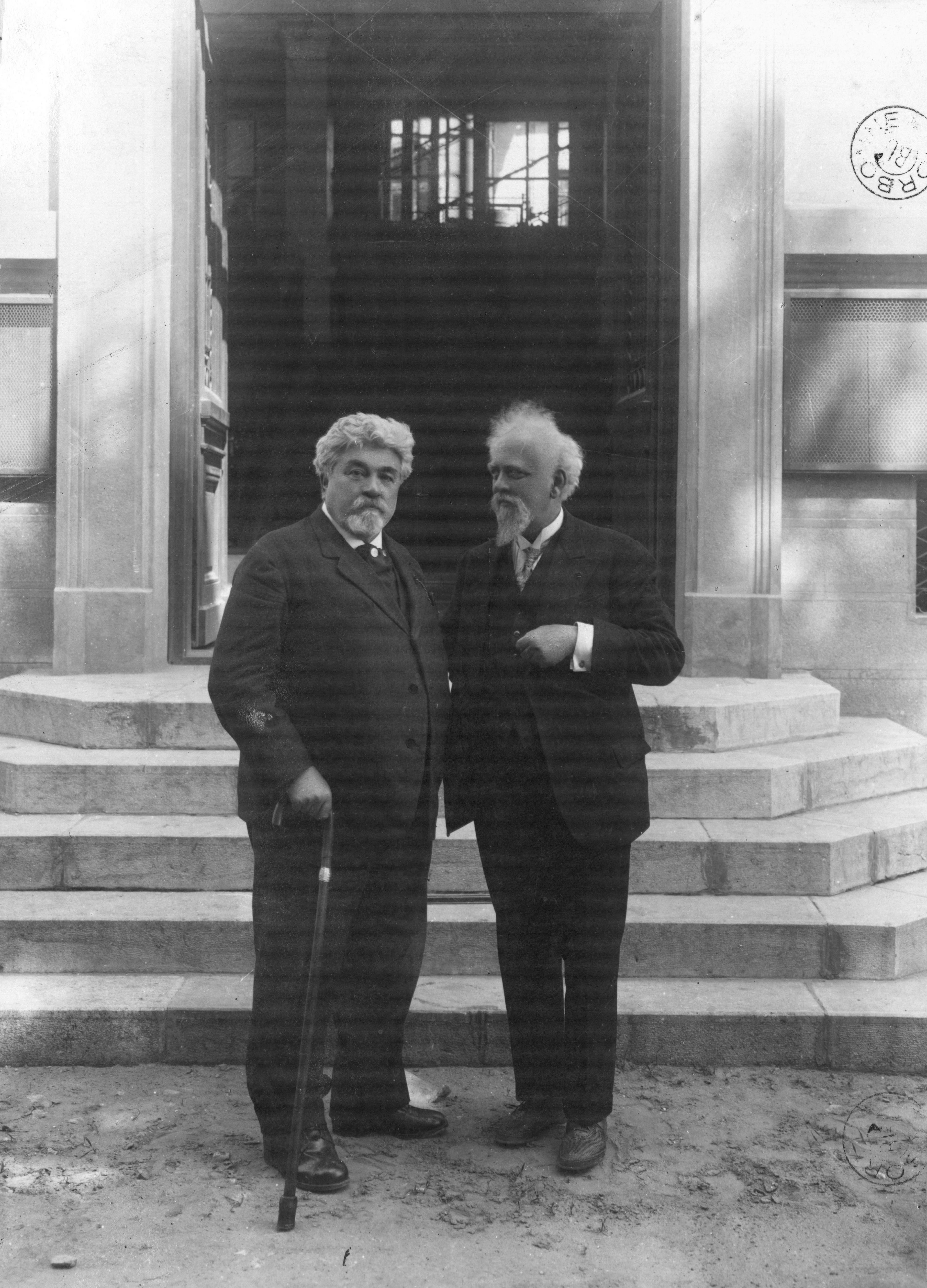
Ion Cantacuzino (stânga) și Jean Baptiste Perrin (dreapta)

## Lucrările sale
Primele lucrări se refereau la radiații catodice și radiații Röntgen. Mai târziu s-a ocupat cu fluorescența și descompunerea  radiului.

## Publicații
- Les Principes. Exposé de thermodynamique (1901)
- Traité de chimie physique. Les principes (1903)
- Les preuves de la réalité moléculaire (1911)
- Les atomes (1913)
- Matière et lumière (1919)
- Les éléments de la physique (1929)
- L'orientation actuelle des sciences (1930)
- Les formes chimiques de transition (1931)
- La recherche scientifique (1933)
- Grains de matière et grains de lumière (1935)
- L'organisation de la recherche scientifique en France (1938)
- À la surface des choses (1940-1941)
- La science et l'espérance (1948)

## Distincții
- Joule-Preis, Royal Society, 1896
- Matteucci-Medaille, 1911
- Vallauri-Preis, Bologna, 1912
- La-Caze-Preis, Academia de Știință, Paris, 1914
- Wahl in die Academia Franceză de Știință, 1923
- Premiul Nobel pentru Fizică, 1926
- Legiunea de Onoare, 1926
- Ordin al Imperiului Britanic
- Ordinul Leopold (Belgia)